# Estación Médanos
Médanos es una estación de ferrocarril ubicada la ciudad del mismo nombre, cabecera del Partido de Villarino, Provincia de Buenos Aires, Argentina.

## Servicios
Pertenece al Ferrocarril General Roca en su ramal entre Bahía Blanca y Zapala.
No presta servicios de pasajeros desde 1993, sin embargo por sus vías corren trenes de carga, a cargo de la empresa Ferrosur Roca.

## Ubicación
Se accede desde la Ruta Nacional 22, a 45 km al oeste de la ciudad de Bahía Blanca.